# Asthenopholis ugandensis
Asthenopholis ugandensis är en skalbaggsart som beskrevs av Moser 1913. Asthenopholis ugandensis ingår i släktet Asthenopholis och familjen Melolonthidae. Inga underarter finns listade.